# Vierdegraads brandwond
Een vierdegraads brandwond, ook wel verkoling genoemd, is een  brandwond die zo diep is, dat niet alleen de huid maar ook bot en spierweefsel vernietigd zijn. De huid is in deze gevallen meestal verkoold, gekookt (bleek) of rauw. Deze situatie is zeer ernstig en herstel kan alleen via een chirurgische ingreep bereikt worden. Vaak moeten in dit geval delen van het lichaam geamputeerd worden.